# آلن مریو
آلن مریو (انگلیسی: Alain Mérieux؛ زادهٔ ۱۰ ژوئیهٔ ۱۹۳۸) کارآفرین و سرمایه‌دار اهل فرانسه است.